# 161835 Barbmcclintock
161835 Barbmcclintock è un asteroide della fascia principale. Scoperto nel 2006, presenta un'orbita caratterizzata da un semiasse maggiore pari a 2,2947516 au e da un'eccentricità di 0,1124461, inclinata di 6,70128° rispetto all'eclittica.